# Federico Gutiérrez-Solana
Federico Gutiérrez-Solana Salcedo (Bilbao, Vizcaya, 11 de febrero de 1953) es un ingeniero español. Fue rector de la Universidad de Cantabria y presidente de la Conferencia de Rectores de las Universidades Españolas (CRUE).

## Estudios
Estudió la carrera entre los años 1970 y 1975 en la Escuela Técnica Superior de Ingenieros de Caminos, Canales y Puertos de la Universidad Politécnica de Madrid, finalizando sus estudios con la calificación de sobresaliente. Obtuvo el doctorado en la misma universidad, con premio extraordinario, en 1981.

## Trayectoria profesional
Los tres primeros años de su carrera profesional los desarrolló en las empresas consultoras de ingeniería Typsa y Construcciones Colomina. En 1978 comienza su vinculación al mundo universitario, uniéndose como profesor no numerario a la Universidad Politécnica de Madrid. Becario del Programa Fulbright, fue profesor visitante en las universidades de Carnegie-Mellon, Tufts y París-Sur.
A partir de 1983 comienza su andadura en la Universidad de Cantabria, como responsable del área de Ciencias de los Materiales de la Escuela Técnica Superior de Ingenieros de Caminos, Canales y Puertos de Santander. Al año siguiente logra la plaza de profesor titular en el departamento de Ciencias de los Materiales e Ingeniería Metalúrgica. Obtiene la plaza de catedrático en esta área en 1989.
Entre los años 1986 y 1994 ocupa el cargo de director de la E. T. S. I. Caminos, Canales y Puertos de Santander. Posteriormente, entra en el equipo rector de la universidad, ocupando los cargos de vicerrector de Profesorado (de 1997 a 2001) y vicerrector de Planificación y Desarrollo (de 2001 a 2002). Tras el inesperado fallecimiento del rector Juan José Jordá, el 24 de marzo de 2002, Federico Gutiérrez-Solana accede al cargo de rector en funciones de la Universidad de Cantabria. Desde entonces, ganó todas las elecciones rectorales a las que se presentó, hasta 2012, año en el que no se presenta a la reelección y es sucedido por José Carlos Gómez Sal.
El 22 de mayo de 2009 comenzó a ocupar oficialmente el cargo que venía ejerciendo en funciones, de presidente de la Conferencia de Rectores de las Universidades Españolas (CRUE), cargo que está previsto que ostente durante al menos dos años.
| Predecesor: Juan José Jordá | Rector de la Universidad de Cantabria 2002-2012 | Sucesor: José Carlos Gómez Sal |
| Predecesor: Ángel Gabilondo | Presidente de la CRUE 2009-2011                 | Sucesor: Adelaida de la Calle  |